# Limnophila subpilosa
Limnophila subpilosa är en tvåvingeart som beskrevs av Edwards 1928. Limnophila subpilosa ingår i släktet Limnophila och familjen småharkrankar. Inga underarter finns listade i Catalogue of Life.